# 0722
0722 è il prefisso telefonico del distretto di Urbino, appartenente al compartimento di Ancona.
Il distretto comprende la parte occidentale della provincia di Pesaro e Urbino, esclusi 5 comuni che ricadono nel distretto di Rimini ed incluso 1 comune in provincia della stessa Rimini. Confina con i distretti di Rimini (0541) a nord, di Pesaro (0721) a est, di Perugia (075) a sud e di Arezzo (0575) a ovest.

## Aree locali e comuni
Il distretto di Urbino comprende 21 comuni inclusi nell'unica area locale omonima (ex settori di Macerata Feltria, Piobbico, Sant'Angelo in Vado e Urbino). I comuni compresi nel distretto sono: Apecchio, Belforte all'Isauro, Borgo Pace, Carpegna, Fermignano, Frontino, Lunano, Macerata Feltria, Mercatello sul Metauro, Montecalvo in Foglia, Montecopiolo (RN), Peglio, Petriano, Piandimeleto, Pietrarubbia, Piobbico, Sant'Angelo in Vado, Sassocorvaro Auditore, Tavoleto, Urbania e Urbino .